# 岐山
岐山，位于湖南省衡阳市衡南县。

## 地理
岐山，原名凤凰山，是南岳七十二峰之一，属南岭山脉大云山余脉。
岐山主峰高741.3米。

## 岐山生态
主条目：衡南岐山森林公园

### 植物
岐山植被为原始次生阔叶林，拥有各类乔木树种79科392种，以楠木居多。
岐山上有银杏、三尖杉、闽楠、花榈木等国家保护树种。古银杏26株，其中10株古银杏树龄超过300年。

### 动物
岐山森林主要拥有以下野生动物：
哺乳类：箭猪、穿山甲、松鼠、竹鼠、黄鼬、青鼬。
爬行类：山龟、金环蛇、银环蛇、祁蛇、竹叶青。
鸟类：猫头鹰、山斑鸠、雉、喜鹊、乌鸦、锦鸡、竹鸡、黄鹂、八哥、啄木鸟、布谷鸟、山雀。

## 岐山景观

### 仁瑞寺
仁瑞寺，俗称岐山庵子，为湖南省文物保护单位。

## 脚注
1. 1 2 3 4 5 6  . . 方志出版社. 2008年: 1254. ISBN 9787514412246.
2. ↑  湖南省文物局. . 2014年6月23日  [2017年2月4日]. （原始内容存档于2015年5月9日）.